# Mato Jajalo
Mato Jajalo (* 25. Mai 1988 in Jajce) ist ein bosnisch-kroatischer Fußballspieler.

## Karriere

### Herkunft
Der in Bosnien und Herzegowina geborene Jajalo floh im Jahr 1990, aufgrund des Jugoslawienkrieges, mit seiner Familie nach Deutschland, wo er 1993 beim DJK Eiche Offenbach mit dem Fußballspielen begonnen hat.

### Karrierebeginn in Kroatien
Im Jahr 1999 kehrte er zurück nach Kroatien, wo er seine Profikarriere bei NK Slaven Belupo begann. Er debütierte am 21. Juli 2007 bei der 0:1-Niederlage im Auswärtsspiel bei NK Osijek in der höchsten kroatischen Spielklasse, der 1. HNL. Am 4. August 2007 erzielte er im Auswärtsspiel gegen NK Zagreb seinen ersten Treffer, die Partie wurde 2:0 gewonnen. In seiner ersten Saison absolvierte er 30 Ligapartien und erzielte vier Tore. Er schloss die Spielzeit mit der Mannschaft auf dem zweiten Rang hinter dem Meister Dinamo Zagreb ab. Sein Debüt auf europäischer Klubebene bestritt er am 16. August 2007 im Heimspiel gegen den türkischen Vertreter Galatasaray Istanbul, als diese im Rahmen der zweiten Qualifikationsrunde zum UEFA-Pokal 2007/08 aufeinander trafen. Das Hin- und Rückspiel gewann jeweils mit 2:1 der Favorit aus Istanbul, in beiden Partien lief Jajalo von Beginn an aufs Feld, blieb jedoch ohne Torerfolg.
Im Folgejahr war das Team als Zweitplatzierter der kroatischen Meisterschaft erneut nicht direkt qualifiziert und traf bereits in der ersten
Qualifikationsrunde auf den maltesischen Verein FC Marsaxlokk, den sie in zwei Partien klar besiegten. In der folgenden Qualifikationsrunde gelang gegen Aris Thessaloniki mit einem knappen Erfolg der Einzug in die erste Runde, in denen die Mannschaft gegen ZSKA Moskau aus dem Turnier ausschied. Jajalo kam dabei in insgesamt vier Spielen zum Einsatz, bei dem ihm ein Torerfolg verwehrt blieb. In der Spielzeit 2008/09 platzierte er sich mit der Mannschaft auf dem vierten Rang in der 1. HNL, womit das Team zur folgenden Saison an den Qualifikationsspielen zur UEFA Europa League teilnahmeberechtigt war.

### Wechsel nach Italien
Im Sommer 2009 verließ der kroatische U-21-Nationalspieler, der sich in der Auswahl etablieren konnte, seine Heimat und unterzeichnete beim italienischen Verein AC Siena. Bereits am zweiten Spieltag der Saison 2009/10 debütierte er für den toskanischen Verein in der Serie A und wurde kurz vor Spielende für Michele Fini eingewechselt. In der Folge gelang dem Mittelfeldakteur der Sprung in die Stammelf. Bereits zwei Spieltage vor dem Saisonende stand jedoch der vorzeitige Abstieg aus der höchsten Spielklasse fest, bei der entscheidenden 1:2-Heimniederlage gegen die US Palermo lief er erneut von Beginn an aufs Spielfeld und wurde nach 84 Minuten durch den Argentinier Marcelo Larrondo ersetzt. Zur Saison 2010/11 wechselte Jajalo auf Leihbasis in die deutsche Fußball-Bundesliga und heuerte beim 1. FC Köln an. Der Verein erwarb zudem eine Kaufoption auf den Mittelfeldakteur. Beim 1. FC Köln wurde Jajalo Stammspieler und Leistungsträger. Jajalo gab sein Bundesligadebüt am 21. August 2010, als er am 1. Spieltag, gegen den 1. FC Kaiserslautern, in der Startaufstellung stand. Sein erstes Tor für die Geißböcke machte er am 19. März 2011, als er am 27. Spieltag gegen den Hamburger SV (2:6) zum 1:4 traf.

### Wechsel in die Bundesliga und Leihe nach Sarajevo
Zur Saison 2011/12 wurde Jajalo vom 1. FC Köln fest verpflichtet. Am 11. Februar 2014 wurde er, nach zwei starken Saisons und einer halben formschwachen, für die restliche Saison nach Bosnien-Herzegowina an den FK Sarajevo ausgeliehen, mit welchem er den bosnisch-herzegowinischen Fußballpokal gewann.

### Über Kroatien zurück nach Italien
Zum Ende der Saison 2013/14 wurde der Vertrag zwischen Jajalo und dem 1. FC Köln aufgelöst. Er wechselte daraufhin in seine Heimat zum HNK Rijeka. Nach guten Leistungen verließ er Kroatien nach einem halben Jahr wieder und kehrte im Januar 2015 zurück in die italienische Serie A zum US Palermo. Im Sommer 2019 wechselte Jajalo mit einem Vertrag mit einer Laufzeit von drei Jahren zu Udinese Calcio. Im Januar 2023 wechselte er zum FC Venedig in die Serie B.

### Nationalmannschaft
Mato Jajalo spielte von 2007 bis 2010 für das kroatische U-21-Nationalteam und war zeitweise dessen Kapitän. Sein Debüt für die A-Nationalmannschaft Kroatiens gab er am 12. November 2014. Er bestritt zwei Freundschaftsspiele für Kroatien, ehe er sich im Sommer 2016 dazu entschloss zukünftig für sein Geburtsland Bosnien-Herzegowina aufzulaufen. Sein Debüt gab er schließlich am 7. Oktober selben Jahres im WM-Qualifikationsspiel gegen Belgien (Endstand 4:0 für Belgien).

## Titel und Erfolge
- Zweitligameister und Aufstieg in die Bundesliga: 2014 (mit dem 1. FC Köln)
- Bosnisch-herzegowinischer Fußballpokalsieger: 2014 (mit dem FK Sarajevo)